# Iúkhnov
Iúkhnov - Юхнов (rus) - és una ciutat de l'óblast de Kaluga, a Rússia. Es troba a la vora del riu Kunava, a 72 km al nord-oest de Kaluga i a 189 km al sud-oest de Moscou.

## Història
La vila és coneguda ja el 1410. Aconseguí l'estatus de ciutat el 1777. Durant la Segona Guerra Mundial fou ocupada per l'Alemanya nazi del 5 d'octubre de 1941 al 5 de març de 1942.